# Cantone di Aramon
Il Cantone di Aramon era una divisione amministrativa dell'arrondissement di Nîmes.
A seguito della riforma approvata con decreto del 24 febbraio 2014, che ha avuto attuazione dopo le elezioni dipartimentali del 2015, è stato soppresso.

## Composizione
Comprende i comuni di:
- Aramon
- Comps
- Domazan
- Estézargues
- Meynes
- Montfrin
- Saint-Bonnet-du-Gard
- Sernhac
- Théziers